# Карантинна балка (Севастополь)
Карантинна балка — балка у Севастополі, тягнеться близько 5 км від свого устя та впадає в однойменну бухту на її західному березі.
У місці перетинання балкою вулиці Руднєва існує зупинка громадського транспорту з такою ж назвою.

## Херсонеський некрополь та інші розкопки
На схилах балки ближче до впадіння в бухту існував заміський некрополь Херсонеса Таврійського. Історія дослідження  починається з 1845 року, коли була відкрита перша могила. Археологи розрізняють античний некрополь та більш пізній некрополь римської доби, часто римські поховання розташовані понад античними.
Частина територій, зайнятих некрополем, була втрачена через забудову у 1970-ті роки, з 2004 по 2011, у 2022-2023.
У 1902 році археологи під керівництвом Карла Косцюшко-Валюжинича знайшли залишки двох християнських комплексів біля Дівочої гори та на її схилах. Храм безпосередньо у балці у некрополі святих з домом Богородиці Влахернської згідно з письмовими джерелами мав мощі папи римського Мартина І. Зверху, на Дівочій горі, знайдено два храми, які назвали Великий та Малий.
Крім того, у Карантинній балці розташовані розкопки садиб херсонеської хори (наділ 2 ділянка 301, наділ 6 ділянка 261, наділ 4 ділянка 221, ділянка 259, ділянка 220).
У період Російської імперії. тут були споруджені погреби боєзапасу артилерійських батарей №12 та 13, до 1907 збудовано 5 погребів тунельного типу. Під час другої світової ці тунелі використовувались як сховища.

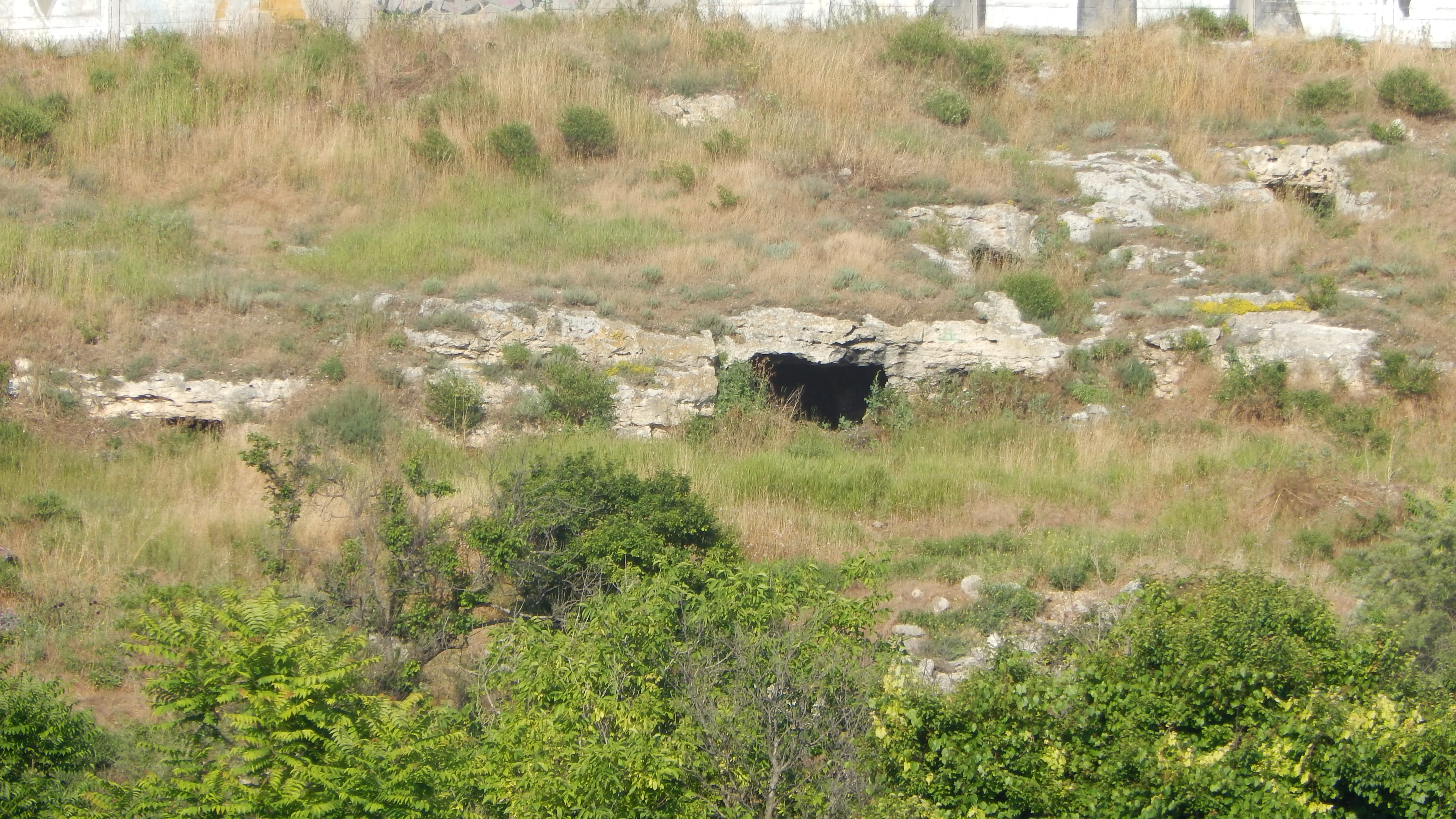
печера склепу
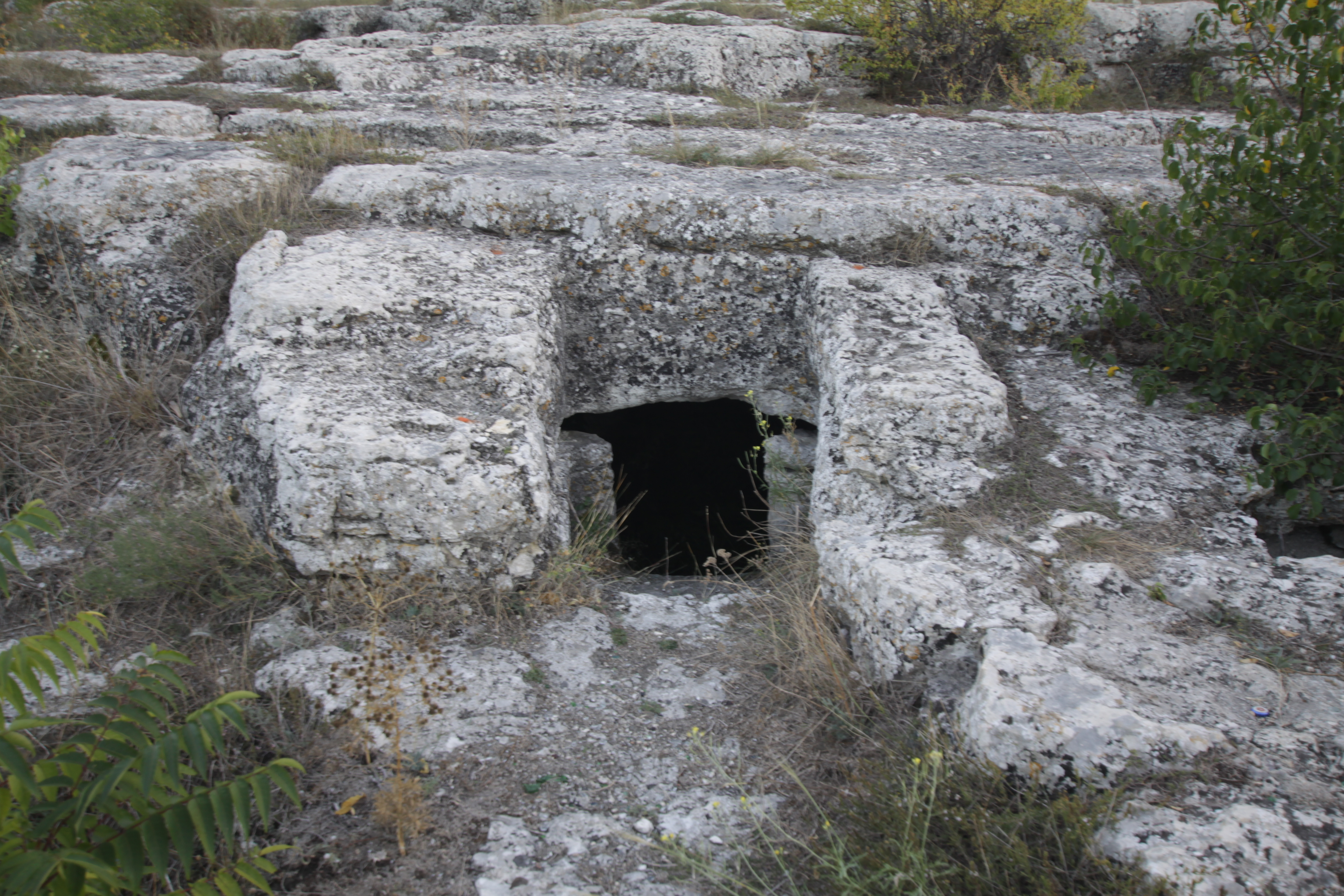
печера склепу
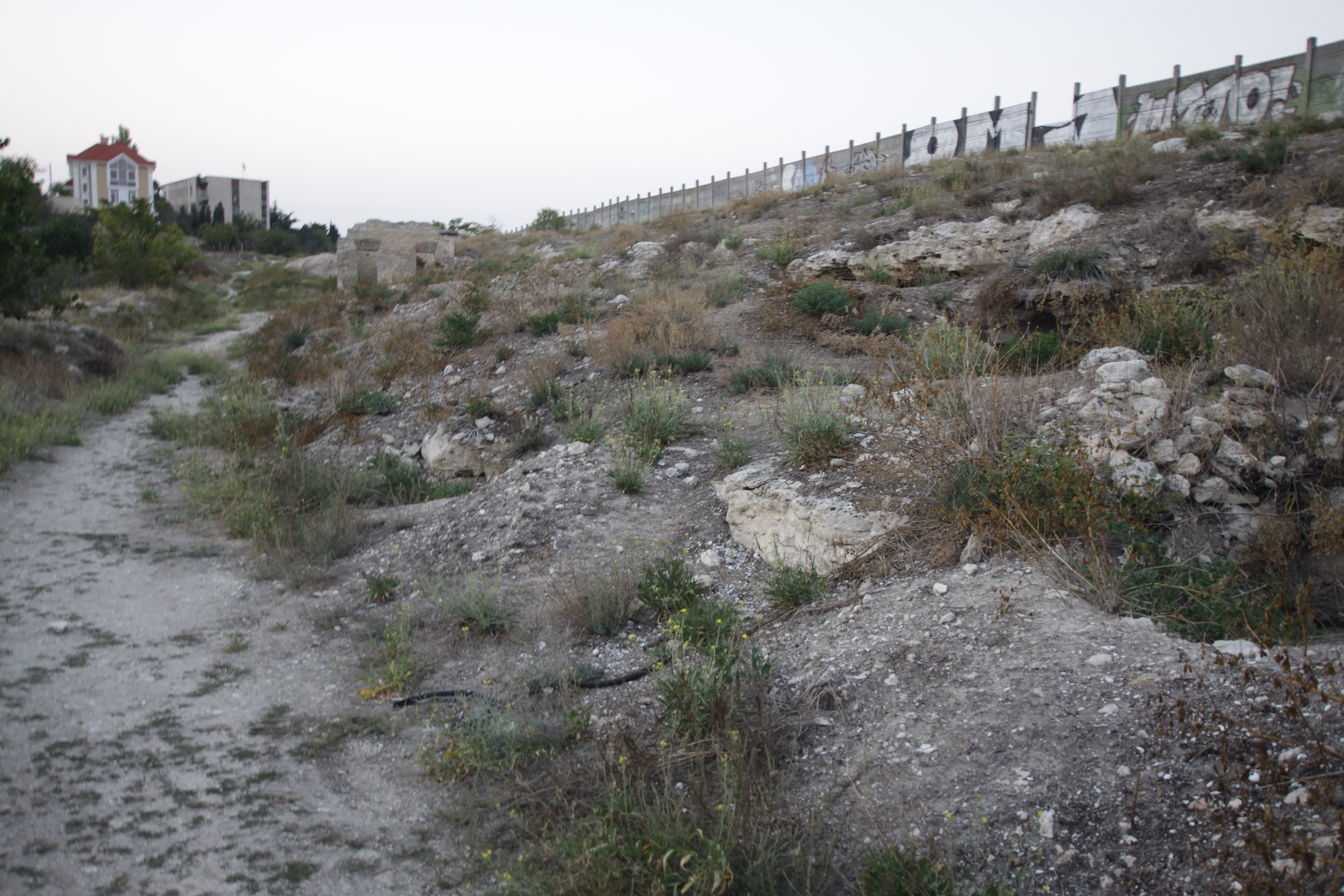
часткова забудова в охоронній зоні

Храм Богородиці Влахернської
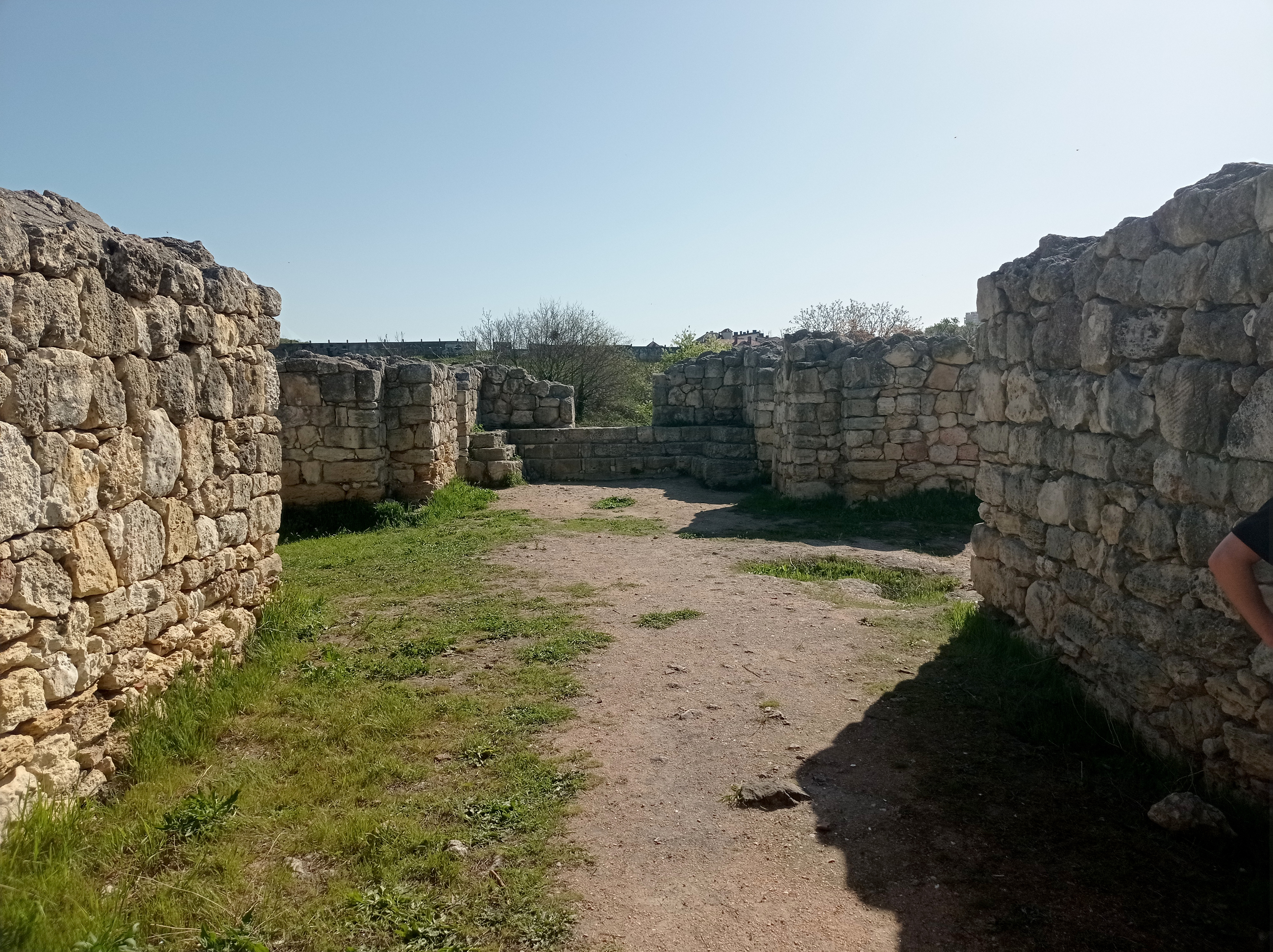
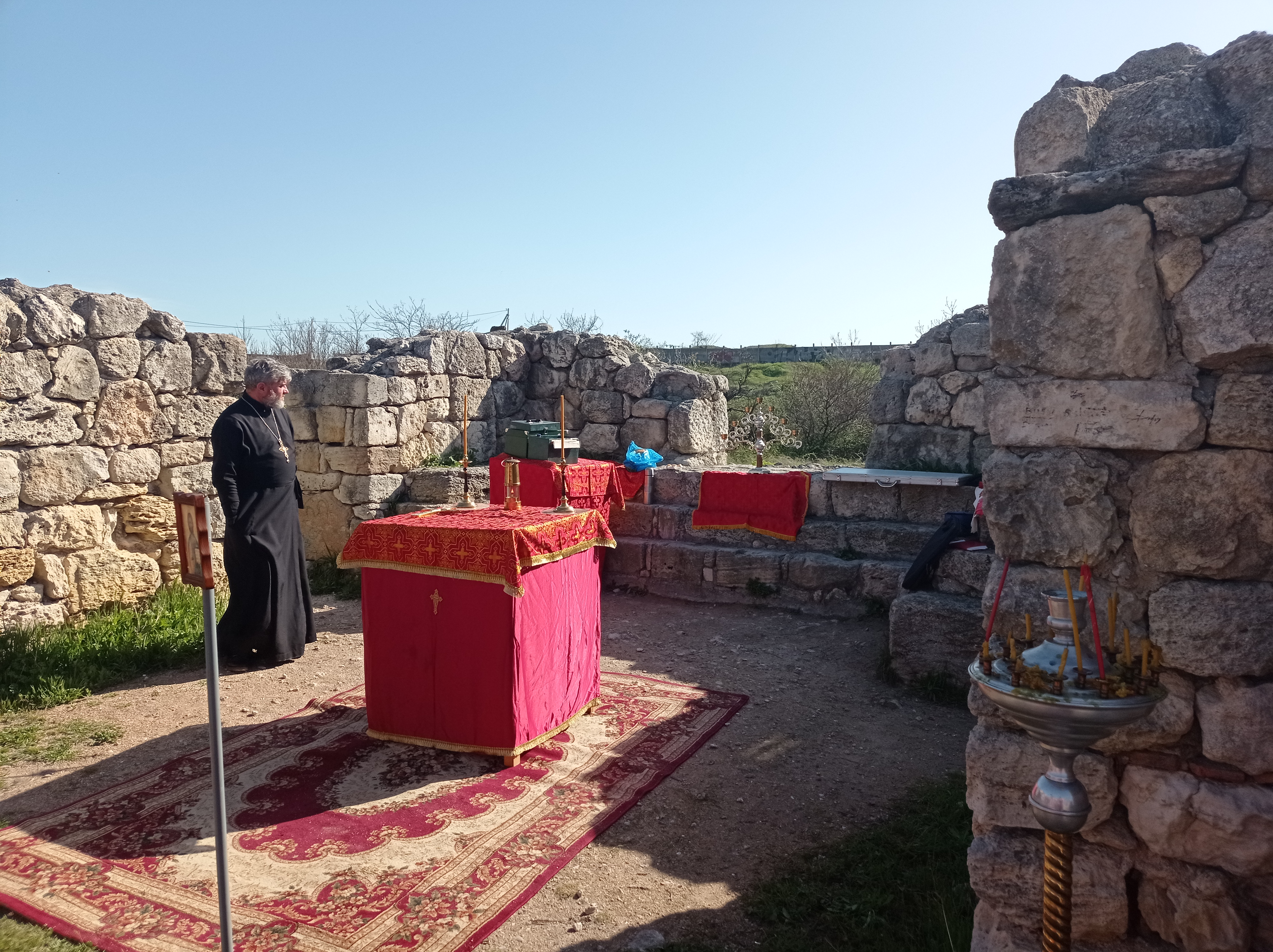